# فاسيليس كزانثوبولوس
فاسيليس كزانثوبولوس (باليونانية: Βασίλης Ξανθόπουλος)‏ مواليد 29 أبريل 1984 في ماروسي، أثينا، اليونان، هو لاعب كرة سلة يوناني. بدأ مسيرته الاحترافية في سنة 2002. يحمل الرقم 4. يبلغ طوله 6 قدم 2 بوصة (1.9 م).

## المسيرة الاحترافية
لعب مع نادي أولمبياكوس لكرة السلة في موسم 2001–2002، ثم لعب مع نادي باناثينايكوس لكرة السلة في موسم 2004–2005، ثم لعب مع نادي بانيونيس لكرة السلة من سنة 2007 إلى 2009، ثم لعب مع أوبرادويرو لكرة السلة في الدوري الإسباني في موسم 2013–2014.

## الإنجازات
- الدوري اليوناني لكرة السلة : (2005، 2007، 2013)
- كأس اليونان لكرة السلة : (2005، 2007، 2013)
- الدوري الأوروبي لكرة السلة : (2007)

## روابط خارجية
- فاسيليس كزانثوبولوس على موقع الاتحاد الدولي لكرة السلة (الإنجليزية)
- فاسيليس كزانثوبولوس على موقع الدوري الأوروبي لكرة السلة (الإنجليزية)
- فاسيليس كزانثوبولوس على موقع الدوري الإسباني لكرة السلة (الإسبانية)
- فاسيليس كزانثوبولوس على موقع كرة السلة الأوروبية.كوم (الإنجليزية)
- فاسيليس كزانثوبولوس على موقع ريلجم (الإنجليزية)
- فاسيليس كزانثوبولوس على موقع بروبوليرز (الإنجليزية)
- فاسيليس كزانثوبولوس على موقع سبورتس رفرنس (الإنجليزية)